# أندرو برين
أندرو برين (بالإنجليزية: Andrew Breen) هو كاهن كاثوليكي أمريكي، ولد في 15 يونيو 1863، وتوفي في 10 سبتمبر 1938.